# Heinrich Louis d'Arrest
Heinrich Louis d’Arrest, nemški astronom, * 13. julij 1822, Berlin, Nemčija, † 14. junij 1895, København, Danska.
Včasih njegovo ime navajajo kot Heinrich Ludwig d'Arrest.

## Delo
D'Arrest je še kot študent sodeloval pri iskanju Neptuna, ki ga je organiziral Galle. Takrat je d’Arrest predlagal, da zadnje zvezdne kataloge primerjajo s trenutnim stanjem na nebu. Še iste noči so odkrili planet Neptun. Neuspešno je iskal tudi naravne satelite Marsa.
Odkril je tri komete C/1844 Y2, C/1857 D1 in 6P/d’Arrest. Odkril je en asteroid. Proučeval je tudi meglice.

## Priznanja

### Nagrade
Prejel je Zlato medaljo Kraljeve astronomske družbe (RAS) v letu 1875.

### Poimenovanja
Njemu v čast so po njem poimenovali asteroid glavnega pasu 9133 d’Arrest in krater D'Arrest na Luni ter krater D'Arrest na Marsovi luni Fobos.
1. 1 2  data.bnf.fr: platforma za odprte podatke — 2011.
2. 1 2  Dansk Biografisk Lexikon
3. 1 2  http://www.britannica.com/EBchecked/topic/36070/Heinrich-Louis-dArrest
4. ↑  Brockhaus Enzyklopädie
5. ↑  http://messier.seds.org/xtra/Bios/darrest.html